# Aztec Camera

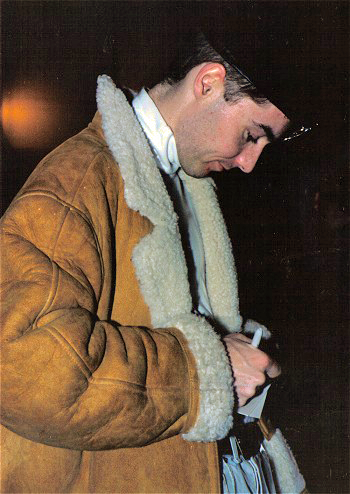
Rody Frame, de Aztec Camera. 1987

Aztec Camera est un groupe fondé en 1980 par l'auteur compositeur Roddy Frame, alors âgé de 16 ans.
Roddy Frame est né le 29 janvier 1964 et a grandi à East Kilbride en Ecosse.
Après la dissolution du groupe en novembre 2013, il a poursuivi une carrière en solo.
Sur le site officiel de Roddy Frame, on peut voir que sa dernière tournée s'est terminée le dimanche 4 novembre 2018.

## Biographie
Les premiers singles d'Aztec Camera furent édités par le label Postcard Records de Glasgow, et se classèrent dans les charts indépendants. Roddy Frame (chant, guitare) était alors accompagné par Campbell Owens à la basse et Dave Mulholland à la batterie. Dès les débuts Roddy Frame fut le seul membre permanent du groupe, ainsi avant même l'enregistrement du premier album plusieurs batteurs se succédèrent au sein d'Aztec Camera, d'abord Stephen Daly d'Orange Juice, puis Colin Auld et Patrick Hunt.
Le groupe signa avec Rough Trade Records qui sortit l'album High Land, Hard Rain en 1983. Le poste de batteur revint à David Ruffy, ancien de The Ruts, et le disque fut produit par John Brand, qui travailla entre autres pour The Go-Betweens et Eyeless in Gaza. Ils se produisirent en première partie d'Elvis Costello lors de sa tournée américaine. Les guitaristes Craig Gannon (qui fit partie des Bluebells et plus tard collabora avec Morrissey et Terry Hall) puis Malcolm Ross du groupe Josef K, prêtèrent successivement main-forte à Aztec Camera en tournée. L'album Knife, édité en 1984 par le label WEA, fut produit par Mark Knopfler, guitariste de Dire Straits. Lors des tournées qui suivirent en Europe, aux États-Unis et au Japon, Aztec Camera fut rejoint par Eddie Kulak aux claviers.
Love, qui devint le plus grand succès commercial d'Aztec Camera, parut après une parenthèse de trois ans. L'appellation Aztec Camera fut conservée bien que Roddy Frame soit seulement accompagné par des musiciens de studio. Le batteur David Ruffy et le claviériste Eddie Kulak renouèrent avec Aztec Camera lors de la tournée, la formation mise sur pied par Frame était bien différente du petit groupe indépendant des débuts et comprenait en tout neuf musiciens.
Stray sortit en 1990, sur le single Good Morning Britain Roddy Frame était accompagné par l'ancien guitariste du Clash Mick Jones. Le cinquième album Dreamland fut coproduit par Roddy Frame et le compositeur japonais Ryuichi Sakamoto en 1993. Après la sortie de l'album Frame partit une nouvelle fois en tournée, mais seulement accompagné d'un pianiste et d'une boîte à rythme. En 1995 Frestonia fut le dernier album édité sous le nom d'Aztec Camera.

## Discographie

### Albums
- High Land, Hard Rain (1983, Rough Trade)
- Knife (1984, WEA)
- Love (1987, WEA)
- Stray (1990, WEA)
- Dreamland (1993, WEA)
- Frestonia (1995, WEA)

### Compilations
- Aztec Camera (mini-album live, 1985, WEA)
- The Best of Aztec Camera (1999, WEA)
- Deep and Wide and Tall: The Platinum Collection (2005, WEA)
- Backwards and Forwards: The WEA Recordings 1984-1995 (2021, Cherry Red) (Coffret 9CD inclus les 5 albums originaux sortis chez WEA, raretés, live, remixes et faces B)

### Singles
- Just Like Gold (1981, Postcard)
- Mattress of Wire (1981, Postcard)
- Pillar to Post (1982, Rough Trade)
- Oblivious (1983, Rough Trade)
- Walk Out to Winter (1983, Rough Trade)
- All I Need is Everything (1984, WEA)
- Still on Fire (1984, WEA)
- Deep & Wide & Tall (1987, WEA)
- How Men Are (1988, WEA)
- Somewhere in My Heart (1988, WEA)
- Working in a Goldmine (1988, WEA)
- The Crying Scene (1990, WEA)
- Good Morning Britain (1990, WEA)
- Spanish Horses (1992, WEA)
- Dream Sweet Dreams (1993, WEA)
- Birds (1993, WEA)
- Sun (1995, WEA)